# Maccan River
Maccan River är ett vattendrag i Kanada.   Det ligger i provinsen Nova Scotia, i den östra delen av landet, 900 km öster om huvudstaden Ottawa.
Trakten runt Maccan River består i huvudsak av gräsmarker. Runt Maccan River är det mycket glesbefolkat, med 3 invånare per kvadratkilometer.